# Poltrona Mies
La poltrona Mies  fu creata dal gruppo Archizoom Associati per alimentare il dibattito, in corso in quegli anni (fine anni sessanta), sull'architettura ed il design, come reazione all'onda nostalgica che si manifestava con tendenze retrospettive e quindi conservatrici.
Diverse ditte italiane in quegli anni si erano impegnate nella riproduzione di mobili del classico moderno. Primo fra tutti era stato Dino Gavina che nel 1962 aveva iniziato a produrre con la sua azienda la Sedia Wassily di Marcel Breuer, nel 1964 la Cassina aveva acquisito i diritti dei mobili in tubolare di Le Corbusier. La stessa Knoll che nel 1969 aveva rilevato la Gavina aveva ampliato la sua produzione della collezione di Mies van der Rohe.